# Тиридат I
Тиридат I или Трдат I (на арменски: Տրդատ Ա; на латински: Tiridatus) е цар на Велика Армения (62 – 88) от партската династия на Аршакидите, първи представител на арменското разклонение на тази династия – Аршакуни (управлявали между 62 – 428).

## Биография
Син е на Вонон II. Брат е на партския цар Вологез I, поставен през 54 г. на арменския престол. Това предизвиква 10-годишна война между Рим и Партското царство. Първоначално успеха е на страната на римляните, които начело с Гней Домиций Корбулон превземат през 58 – 59 и двете арменски столици – Тигранакерт и Арташат (като последната е разрушена) и качват на арменския престол своето протеже Тигран VI. През 62 г. следва капитулация на обкръжените част от римската армия (2 легиона от четирите: IV Scythica и XII Fulminata) под командването на Луций Цезаний Пета около местността Рандея недалеко от Арсамосата, и през следващата година там е сключен мирен договор, съгласно които Тиридат получава арменския престол, но в качеството на васал на Рим и е длъжен да отиде да получи царската диадема от ръцете на император Нерон.
През 66 г. Тиридат I е тържествено коронован от Нерон в Circus Maximus; Нерон даже му дава майстори, които да му помогнат да възстанови Арташат, наречен от него Неронией.
През последните години (73 г.) Тиридат търпи тежко поражение от нахлулите в Армения алани, при което, както свидетелства Йосиф Флавий, едва не попада в плен.